# 休子内親王
休子内親王（きゅうし（やすこ/のぶこ）ないしんのう、保元2年（1157年） - 嘉応3年3月1日（1171年4月7日））は、平安時代末期の皇族。伊勢斎宮。後白河天皇の第4皇女で、母は従三位・藤原成子（藤原季成の娘）。同母兄姉に亮子内親王（殷富門院）、好子内親王、式子内親王、守覚法親王、以仁王がいる。

## 生涯
仁安元年12月8日（1167年）、甥・六条天皇の即位に伴い、10歳で斎宮に卜定。仁安2年（1168年）6月28日、初斎院（大膳職）に入り、9月21日に野宮に遷る。仁安3年（1169年）2月19日、六条天皇譲位のため群行をしないまま退下した。嘉応3年（1171年）3月1日、15歳で薨去。